# 물귀신 (영화)
《물귀신》은 2023년 개봉된 대한민국의 영화이다.

## 출연

### 주연
- 박선혜 : 가영 역
- 박란 : 수아 역

### 조연
- 윤이레 : 동이 역
- 신동력 : 경민 역